# Val-de-Livre
Val-de-Livre – gmina we Francji, w regionie Grand Est, w departamencie Marna. W 2013 roku liczba ludności wynosiła 589 mieszkańców.
Gmina została utworzona 1 stycznia 2016 roku z połączenia dwóch ówczesnych gmin: Louvois oraz Tauxières-Mutry. Siedzibą gminy została miejscowość Tauxières-Mutry.